# Torre do Relógio (Figueira da Foz)

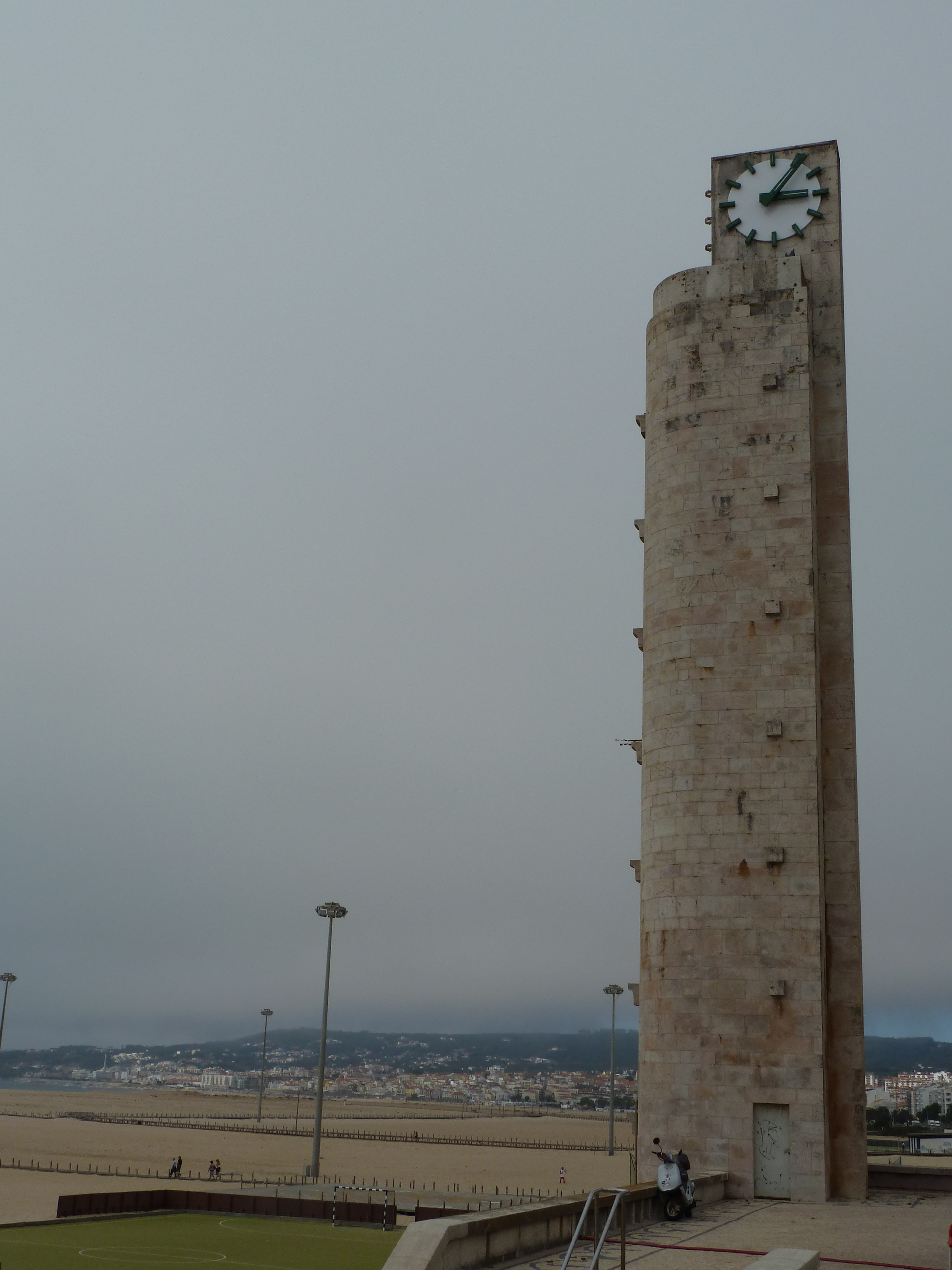
Vista sobre a Torre do Relógio

A Torre do Relógio da Figueira da Foz está situada no Bairro Novo, na freguesia de São Julião da Figueira da Foz (Figueira da Foz, distrito de Coimbra), à beira-mar, junto à Praia da Figueira da Foz. A sua construção começou em 1942 e foi inaugurada cerca de 5 anos depois.
Está classificada pelo IPPAR como Imóvel de Interesse Municipal desde 2004.

## História
Em meados do século XIX, o grande crescimento da cidade da Figueira da Foz levou à construção de novos edifícios e equipamentos culturais e sociais, além do desenvolvimento urbano em redor do Forte de Santa Catarina, que deu origem a um novo bairro e, por isso, novos arranjos urbanísticos nesta zona da cidade. Na primeira metade do século XX, novos equipamentos foram surgindo devido à regularização da Avenida Marginal (Avenida 25 de Abril), o qual merece muito destaque, nos anos 40 do século XX, a Torre do Relógio, que foi inaugurada cerca de cinco anos após a aprovação do projecto. Deveria acolher cabinas sonoras (que seriam sinos simulados) e dois mostradores de relógio, em estilo modernista. O arquitecto responsável pela construção da Torre do Relógio foi João António de Aguiar.